# Wilhelm Wapenhensch

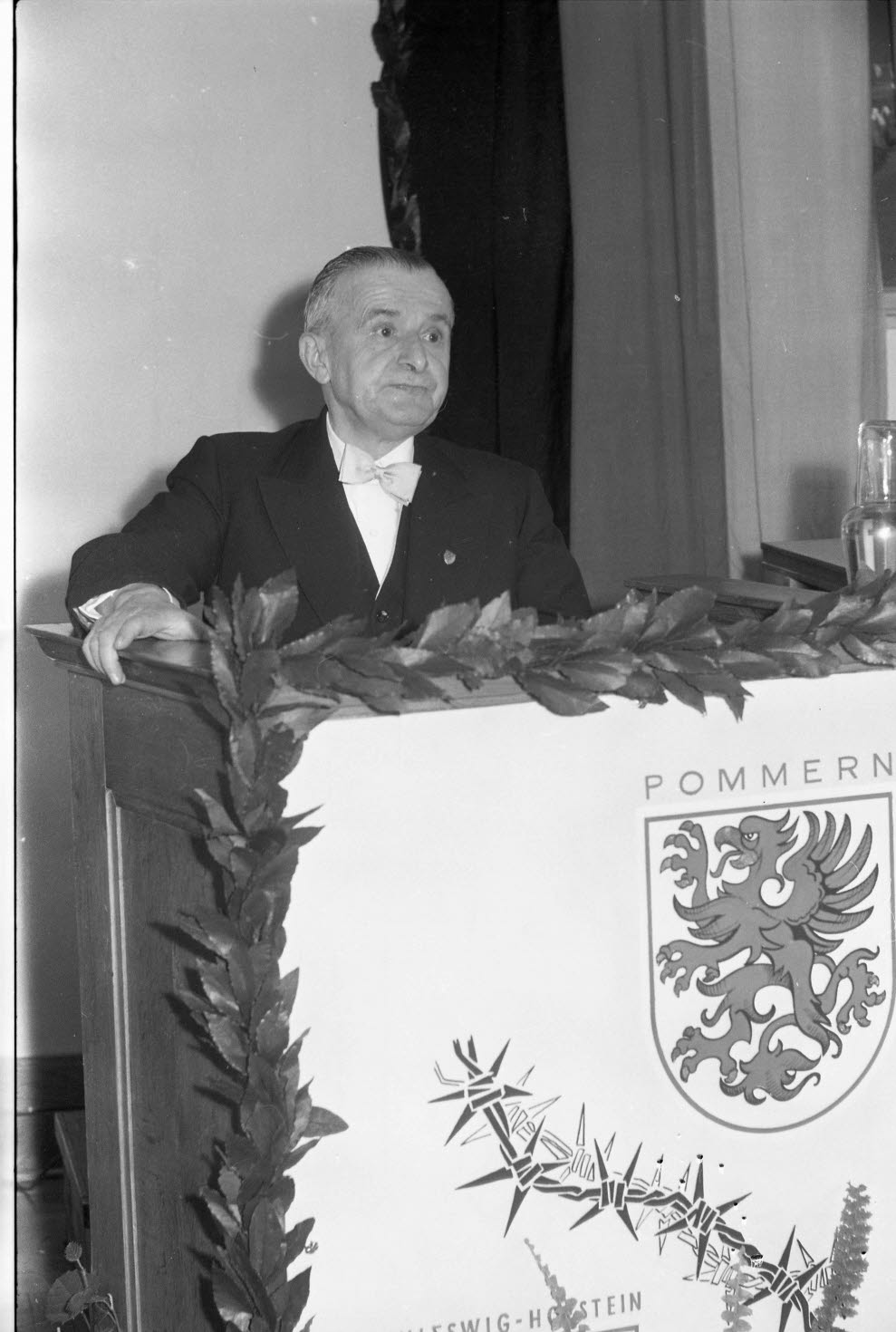
Wilhelm Wapenhensch 1963 in Kiel

Wilhelm Wapenhensch (* 2. Januar 1899 in Groß Zarnow (polnisch: Czarnowo), Kreis Pyritz, Pommern; † 7. Dezember 1964 in Kiel) war ein deutscher Pianist, Organist, Dirigent und Komponist.

## Leben und Wirken
Wilhelm Wapenhensch wurde als Sohn des Pfarrers Ernst Wapenhensch und dessen Ehefrau Marie Wapenhensch (geborene Braun) geboren. Zwei Jahre lang besuchte er die Dorfschule in Groß Zarnow, danach bereitete ihn sein Vater auf den Unterricht im Gymnasium der Kreisstadt Pyritz (polnisch: Pyrzyce) vor.
Bereits in früher Kindheit zeigte sich das musikalische Talent Wilhelm Wapenhenschs. Er spielte Mund- und Handharmonika, beherrschte mit sieben Jahren das Harmoniumspiel und komponierte als Achtjähriger einen Walzer. Ein Jahr später übernahm er sogar die Harmoniumsvertretung in der Groß Zarnower Dorfkirche.
Im Jahre 1909 zog die Familie nach Sinzlow (Żelisławiec) im Kirchenkreis Kolbatz/Landkreis Greifenhagen, wo der Zehnjährige oft die Orgel in Gottesdiensten spielte. Außerdem erhielt er seinen ersten Klavierunterricht. 1910 kam Wapenhensch auf das Königliche Bismarck-Gymnasium in Pyritz.
Nach dem Tode des Vaters im Jahre 1914 wurde Pyritz die neue Heimat der Familie. Bei Ernst Callies bekam Wapenhensch Klavierunterricht auch in Theorie. Callies war es auch, der ihn zu Konzerten in Schule, Lehrerseminar und Kirche heranzog. Im Jahre 1917 machte Wapenhensch sein Abitur. Zur Abschlussfeier trug ein Chor das von ihm komponierte „Reiterlied“ vor.
Ostern 1917 begann Wapenhensch das Studium alter Sprachen und Musik an der Universität Leipzig, ab 1919 ging er nach Berlin zum Musikstudium: an der Hochschule für Musik und an der Akademie für Schul- und Kirchenmusik. Im Juli 1921 legte er sein Examen als Musiklehrer für höhere Lehranstalten und als Organist und Chorleiter ab.
Im August 1921 erhält Wapenhensch die Stelle des Organisten am Dom zu Stendal, später kam noch Musikunterricht an zwei Stendaler Schulen hinzu. Er blieb nur drei Jahre in der Altmark, um 1924 am Stettiner Marienstiftsgymnasium als Musiklehrer angestellt zu werden, fünf Jahre später in gleicher Eigenschaft an der Kaiserin-Auguste-Viktoria-Schule. Gleichzeitig wurde er mit erst 30 Jahren zum „Musikfachberater an höheren Schulen für Pommern“ ernannt. Ab 1924 war Wapenhensch auch Organist an der Stettiner St.-Peter-und-Paul-Kirche (polnisch: Kościół Piotra i Pawel) und prägte bis 1943 aktiv das Konzertleben Stettins mit: als Chorleiter, Orchesterdirigent, als Solist oder Begleiter bei Klavier- und Orgelabenden. Zum 1. Mai 1933 trat er der NSDAP bei.
1943 wurde die Kaiserin-Auguste-Viktoria-Schule nach Sellin auf Rügen verlegt. Wapenhensch musste 1944 zu einer Luftwaffeneinheit nach Greifswald, im April 1945 dann flüchtete er mit seiner Frau nach Lübeck, wo er als Organist tätig war, bis er noch im gleichen Jahr als Musiklehrer an die Ricarda-Huch-Schule in Kiel ging. Die dortige Universitätsgemeinde berief ihn zu ihrem Organisten, und von 1959 bis 1961 übernahm er das Organistenamt in Kronshagen bei Kiel, wo er wohnte. Außerdem wurde er – wie seinerzeit in Stettin – Musikfachberater beim Kultusministerium von Schleswig-Holstein.
Aus gesundheitlichen Gründen musste Wilhelm Wapenhensch 1959 aus dem Schuldienst vorzeitig in den Ruhestand treten. Ab 1962 leitete er die gesamte Kirchenmusik an der Lutherkirche in Kiel. 
Am 7. Dezember 1974 verstarb Wilhelm Wapenhensch in Kiel. Anlässlich der Trauerfeier zu seiner Beerdigung auf dem Kieler Eichhof-Friedhof erklang eine Komposition, die er extra für diese Stunde geschrieben hatte.
Wapenhensch war seit 1923 in erster Ehe mit Clara Kunkel verheiratet. Nach deren Tod heiratete er 1940 die Musiklehrerin Hermine Rudolph. Beide Ehen blieben kinderlos.
Leider sind die meisten Vorkriegswerke Wapenhenschs verloren gegangen. Seit Kriegsende war sein Wirken umso mehr auf das Komponieren gerichtet. Seine Werke entsprechen klassisch-romantischem Stil mit gelegentlichen Anleihen aus dem Barock. Eine Gesamtschau seiner Werke zeigt, dass sie als Grundlage immer wieder das Volkslied, den Volkstanz oder Choral haben. Sie sind getragen von profunder Echtheit und Sauberkeit der musikalischen Gesinnung im Praktizieren kompositioneller Grundwahrheiten.

## Würdigung
Die Pommersche Landsmannschaft hat Wilhelm Wapenhensch 1963 für sein Lebenswerk mit ihrem Kulturpreis geehrt.

## Verweise

### Kompositionen (Auswahl)
- Friedlich wandelt Stern an Stern (Text: Ernst Moritz Arndt)
- Juchhei, Blümelein, dufte und blühe (Text: E. M. Arndt)
- Lieder möcht ich singen, Lieder, die ich in der Heimat sang (Text: Martin Kohz)
- W. Schultz (bearb.), Auf der grünen Au. Tänze der Heimat. Musiksätze von Wilhelm Wapenhensch, Troisdorf, 1954

### Buchausgabe
- Wilhelm Wapenhensch, Ernst Zahnow: Mien Pommernland. Pommersches Liederbuch, Hamburg, 1958